# Керувальні поверхні літака

Базові керуючі поверхні літака. Прилади керування звичайним літаком та керма. A): елерон, B): ручка керування, C): кермо висоти, D): кермо напрямку.

Керувальні аеродинамічні поверхні літака дають змогу пілоту змінювати й підтримувати положення літака під час польоту.
Розвиток дієвих засобів керування польотом, був визначальним кроком у розвитку авіації. Перші спроби створення літаків з нерухомим крилом, давали можливість отримати достатню підіймальну силу для того, щоб літак був здатен відірватись від землі, але щойно він злітав, то ставав некерованим, тож це часто призводило до руйнівних наслідків. Розвиток ефективних систем управління польотом, зробив польоти стійкими і керованими.
У дописі йдеться про керувальні поверхні, які використовуються у звичайних конструкціях літаків. В інших різновидах літаків з нерухомим крилом, можуть застосовуватися різноманітні керувальні поверхні, але основні принципи залишаються такими ж. Засоби керування (ручка і педалі) у гвинтокрилих літальних апаратів (гелікоптер або гіроплан), здійснюють однакові рухи довкола трьох осей обертання.

## Розробка
Вважається, що перші діючі керувальні поверхні розробили Брати Райт. Це була основна частина їхнього патенту. На відміну від сучасних керувальних поверхонь, вони використовували спосіб згинання/деформації крила. У спробі обійти патент братів Райт, Гленн Кертісс розробив підвісні керувальні поверхні. Вони мали перевагу, бо не спричиняли зайвої напруги на крило, що була тоді основною проблемою, яка спричиняла розриви крил. А також така структура була простіша у виготовленні.

### Осі обертання
Літальний апарат має змогу розвертатися довкола трьох осей, які перпендикулярні одна одній і перетинаються в точці його центру ваги (ЦВ). Для керування положенням літального апарата і напрямком руху, пілот повинен мати змогу контролювати розвороти довкола кожної з них.

### Поперечна вісь
Поперечна вісь проходить уздовж крил крізь їхні крайні точки на кінцях. Поворот довкола цієї осі називається авіаційним терміном тангаж. Тангаж змінює вертикальний напрям, на який вказує ніс літака. Кермо висоти (елеватори) є основними керувальними поверхнями для здійснення тангажу.

### Поздовжня вісь
Поздовжня вісь проходить уздовж літака від носа до хвоста. Поворот довкола цієї осі називається крен. Крен змінює положення крил літака відносно до спрямованої вниз сили тяжіння. Пілот змінює кут крену, збільшуючи підйомну силу на одному з крил і зменшуючи її для другого крила. Ця різниця підіймальних сил, приводить до обертання довкола поздовжньої осі. Елерони є основними поверхнями для здійснення крену. Стерно напрямку, також матиме свій вторинний вплив на зміну крену.

### Вертикальна вісь
Вертикальна вісь проходить крізь літак згори донизу. Поворот довкола цієї осі називається нишпорення.  Напрямок літака змінюється по сторонах — точку куди вказує ніс, ліворуч чи праворуч. Основна дія для виконання такого повороту, здійснюється за допомогою стерна. Елерони також мають вторинний вплив на нишпорення.
Слід відзначити, що ці осі рухаються разом з літаком і змінюються відносно землі, коли літак пересувається в повітрі. Наприклад, у літака, в якого під час польоту ліве крило спрямовано рівно вниз, "вертикальна" вісь буде паралельною землі, тоді як його "поперечна" вісь, стане перпендикулярною до поверхні землі.

## Основні керувальні поверхні
Основні керувальні поверхні літака з нерухомим крилом прикріплюються до конструкції на шарнірах чи доріжках так, що вони можуть рухатись і відхиляти потік повітря, який плине повз них. Таке перенаправлення повітряного потоку, створює незбалансованість сил, для виконання повороту літака довкола відповідної осі.

### Елерони
Елерони прикріплюються до задньої кромки кожного крила, поблизу їхніх кінців і рухаються в протилежних напрямках. Коли пілот повертає ручку вліво, або повертає штурвал проти годинникової стрілки, лівий елерон зрушується вгору, а правий донизу. Піднятий елерон зменшує підіймальну силу для того крила, а опущений вниз збільшує підіймальну силу, тобто поворот ручки ліворуч, приводить до опускання вниз лівого крила і піднімання правого. Це приводить до того, що літак починає здійснювати крен вліво і починає повертати ліворуч. Повернення ручки в центр, повертає елерони в нейтральне положення, зберігаючи водночас кут крену. Літак буде й далі повертати, доки протилежний рух елеронів не поверне кут крену назад у нуль для того, щоб летіти прямо.

### Кермо висоти (елеватор)
Кермо висоти це рухома частина горизонтального стабілізатора, підвішена на шарнірах до задньої нерухомої частини горизонтального оперення. Елеватори рухаються вгору і вниз синхронно. Коли пілот відхиляє ручку назад (до себе), кермо висоти рухається вгору. Переведення ручки (штурвала) вперед, змушує кермо опускатися донизу. Підняте кермо утворює силу, яка штовхає хвіст літака вниз, що приводить до того, що ніс рухається вверх. Крила при цьому будуть летіти під більшим кутом атаки, що приводить до збільшення підіймальної сили і аеродинамічного опору. Центрування ручки повертає кермо в нейтральне положення і зупиняє дію зміни тангажу. Деякі літаки використовують горизонтальне оперення, що обертається повністю; воно називається керованим стабілізатором або суцільноповоротним хвостом. Деякі літаки, як от MD-80, використовують серворуль (сервокомпенсатор) разом із керувальною поверхнею керма для того, щоб аеродинамічно повернути основну поверхню в необхідну позицію. Напрямок повороту серворуля буде протилежним до позиції основного руля.

### Стерно
Стерно зазвичай, закріплюється на задній кромці вертикального стабілізатора, що є частиною хвостового оперення. Коли пілот натискає ліву педаль, стерно відхиляється ліворуч. У разі натискання правої педалі — праворуч. Відхилення стерна праворуч, штовхає хвіст літака вліво і приводить до того, що його ніс починає зрушуватися вправо. Повернення назад педалей стерна в нейтральне положення припиняє розворот.

### Вторинні ефекти керування

#### Елерони
Елерони, насамперед, керують креном. Кожного разу, коли збільшується підіймальна сила, індуктивний опір також збільшується. При повороті ручки вліво для того, щоб розвернути літак вліво, правий елерон опускається вниз, що збільшує підіймальну силу на правому крилі і в такий спосіб на ньому збільшується індуктивний опір. Використання елеронів викликає небажане нишпорення, яке призводить до того, що ніс літака рухається в напрямі протилежному до напряму застосування елеронів. Побічні нишпорення є більш вираженими для легких літаків з довгими крилами, як от планери. Цей ефект усувається пілотом за допомогою керма. Диференціальне управління елеронами також дозволяє зменшити цей ефект, тим що один елерон, який опускається вниз відхиляється менше ніж той, котрий рухається вгору, знижуючи ефект небажаного нишпорення.

#### Кермо
Кермо напряму це основоположна керувальна поверхня, яка зазвичай приводиться в дію педалями, а не ручкою. Воно в основному використовується для керування нишпоренням - поворотом літака довкола вертикальної осі. Кермо також застосовується для протидії небажаному нишпоренню, що створюється креном.
Якщо деякий час безперервно застосовувався поворот керма під час горизонтального польоту, літак спочатку почне повертати в напрямку прикладеному до керма - первинна дія керма. Через кілька секунд літак, переважно, має схильність кренитися в напрямку повороту.
Це відбувається насамперед через збільшення швидкості крила, протилежного до напрямку повороту і до зменшення швидкості на іншому крилі. Крило, що рухається швидше утворює більшу підіймальну силу, і через це підіймається, тоді як інше крило опускається, маючи меншу підіймальну силу. Тривале застосування керма, збільшує явища крену оскільки літак летить під кутом, відносно до повітряного потоку.

### Поворот літака
На відміну від надводного човна, поворот літального апарата зазвичай не виконується за допомогою стерна. У літаку, поворот здійснюється за допомогою горизонтальної складової підіймальної сили. Ця сила, перпендикулярна до поверхні крил літака, нахиляється у напрямку бажаного повороту під час крену літака при повороті. Оскільки кут крену збільшується, підіймальна сила, яка до цього діяла лише вертикально, буде розділена на два складники: один діє вертикально і інший діє горизонтально.
Якщо загальна сила підйому залишається постійною, вертикальний складник її зменшиться. Оскільки вага літака не змінюється, це призвело б до зниження літака, якщо цьому не протидіяти. Для утримання горизонтального польоту, потребується збільшення додатного (вгору) повороту керма висоти, для того, щоб збільшити кут атаки, підвищити сукупну підіймальну силу на крилі, щоб утримувати її вертикальну складову врівноваженою з масою літака. Це не може продовжуватись нескінченно довго. Крило може утворювати обмежену величину підіймальної сили при заданій швидкості відносно повітря. З тим як збільшується чинник навантаження (який ще називають G навантаження) може проявитися явище прискореного аеродинамічного звалювання, навіть якщо літак матиме більшу швидкість ніж швидкість його 1G звалювання.
Загальна сила підйому (коефіцієнт навантаження), яка необхідна для підтримки горизонтального польоту напряму пов'язані із кутом крену. Це означає, що при даній швидкості, горизонтальний політ може підтримуватись тільки в межах певного кута нахилу (крену). Виходячи за межі цього кута, літак буде піддаватися прискореному аеродинамічному звалюванню, якщо пілот намагатиметься підтримувати достатню підйомну силу для підтримання горизонтального польоту.

### Альтернативні керуючі поверхні
Деякі конфігурації літаків мають не стандартні керуючі поверхні. Наприклад, замість елеваторів на задній частині стабілізаторів, уся хвостова частина може змінювати кут. Деякі літаки мають V-подібний хвіст, і рухомі частини на задній частині їх поєднують функції елеваторів і стерна. Дельта крило може мати "елевони" на задній частині крила, які поєднують функції елеваторів (керма висоти) і елеронів.

## Вторинні керуючі поверхні

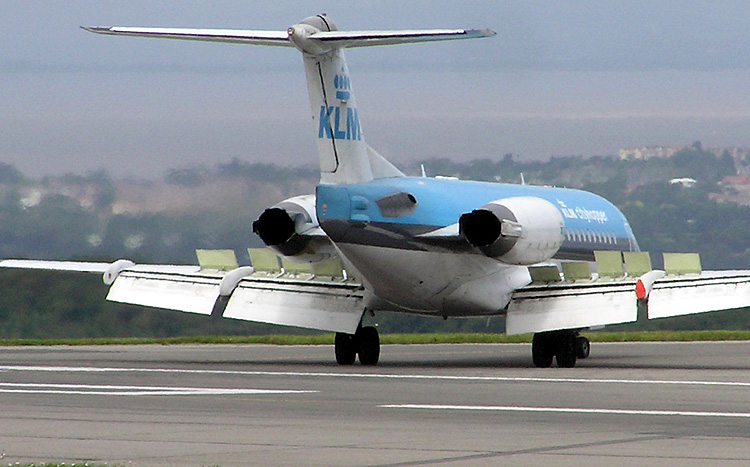
KLM Fokker 70. Показує позицію керуючих поверхонь: закрилок і гасителів підйомної сили.

### Спойлери
На літаках з невеликим аеродинамічним опором, таких як планери, Спойлери використовують для того, щоб відхилити повітря над крилом і тим самим значно зменшити підйомну силу. Це дозволяє пілоту планера знизити висоту без утворення надмірної повітряної швидкості. Спойлери, які можна використовувати асиметрично називаються спойлеронами і можуть впливати на крен літака.

### Закрилки
Закрилки прикріплюються на задній кромці внутрішньої секції кожного крила (ближче до фюзеляжу). Вони відхиляються вниз, аби збільшити ефективний вигин крила. Закрилки збільшують максимальний коефіцієнт підйомної сили літального апарата, і таким чином зменшують його швидкість звалювання.  Вони використовуються при польоті на невеликій швидкості, при великих кутах атаки включаючи зліт та зниження при посадці. Деякі літаки обладнанні "флаперонами", які ще називаються "елерон-закрилок". Ці поверхні в основному функціюють як елерони, але на деяких літаках, "опускаються" при розгортанні закрилок, поводячи себе як закрилок і в той час дозволяють управляти креном як внутрішній елерон.

### Передкрилки
Передкрилки, є додатковими поверхнями перед крилом створені для збільшення підйомної сили, і призначені для зменшення швидкості звалювання, змінюючи потік повітря над крилом. Передкрилки можуть бути фіксованими або висувними - фіксовані передкрилки (наприклад такі як на літаку Fieseler Fi 156 Storch) дають відмінне сповільнення швидкості і можливості скороченого зльоту та посадки, але як компроміс потребують вищих швидкісних характеристик. Висувні передкрилки, які наявні на більшості лайнерах, забезпечують зниження швидкості звалювання для зльоту і посадки, але не застосовуються при круїзному польоті.

### Аеродинамічні гальма

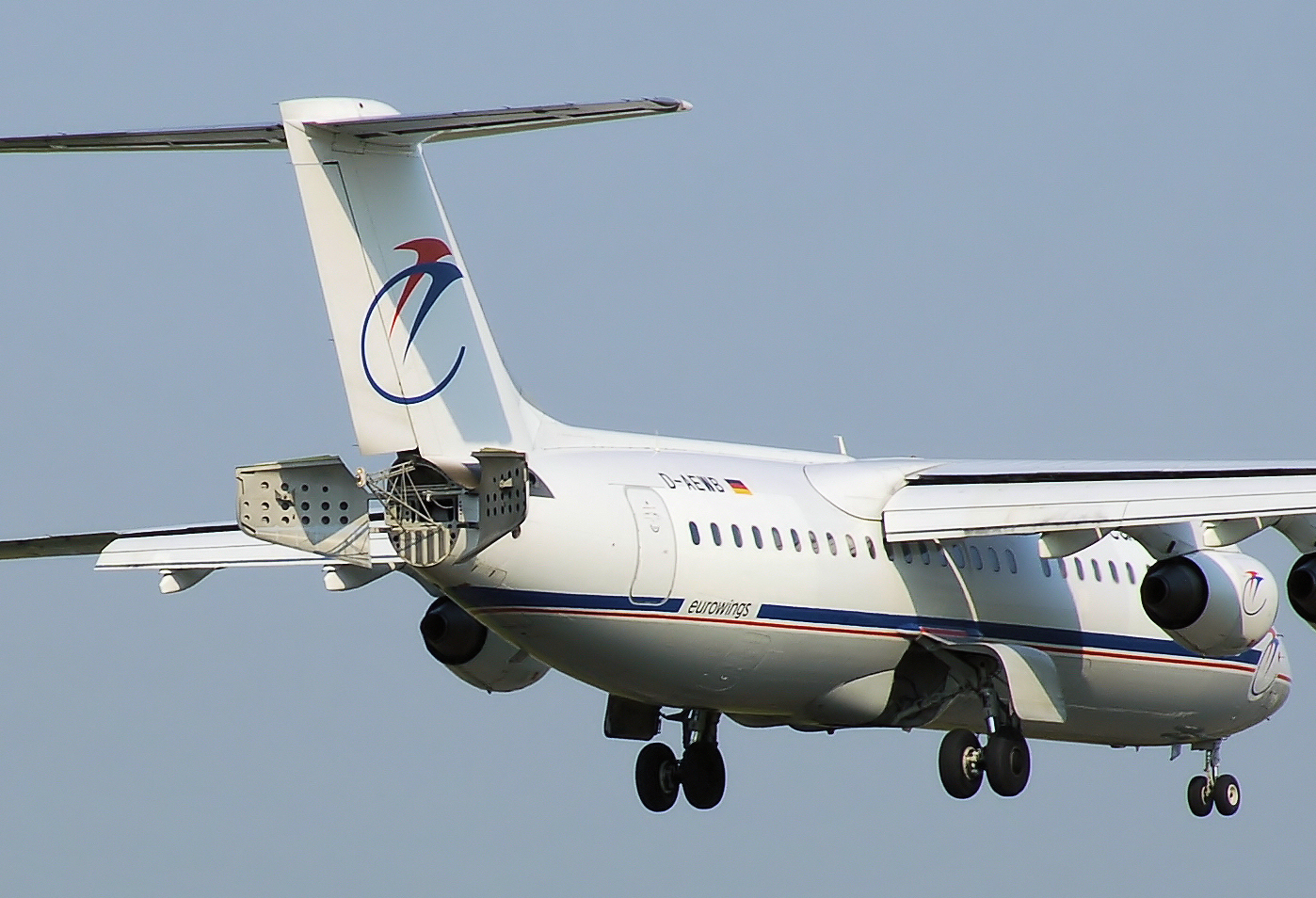
Повітряні гальма на задній частині фюзеляжу в Eurowings BAe 146-300

Повітряні гальма використовуються для збільшення аеродинамічного опору. Спойлери можуть діяти як гальма, але вони не є лише повітряними гальмами, а виконують також функцію гасителів підйомної сили, або в деяких випадках, поверхні для контролювання крену. Повітряні гальма це зазвичай поверхні які відхиляються на ззовні від фюзеляжу (у більшості випадках в симетрично протилежні сторони) у повітряному потоці, для того щоб збільшити опір форми. Оскільки вони в більшості випадків знаходяться в іншому місці літака, вони безпосередньо не впливають на підйомну силу крила. Їхнє призначення - сповільнити літак. Вони особисто корисні коли необхідна висока швидкість зниження або необхідно зменшити швидкість корабля. Вони поширені на високопродуктивних військових літаках а також на літаках цивільної авіації, особливо в тих моделях де не вистачає здатності зворотньої тяги.

## Тримери (компенсатори)
Підіймальна сила крила, горизонтального стабілізатора/керма висоти, і вертикального стабілізатора/стерна змінюється із швидкістю літака і кутом атаки, а також залежить від його ваги і збалансованості. Якби літак весь час летів по прямій на одній сталій висоті з постійною швидкістю і незмінною вагою, усі профілі можна було б закріпити під необхідними кутами, так щоб створювались збалансовані сили
і ніякі допоміжні поверхні були б непотрібні. Оскільки літак повинен здійматися, знижувати висоту, прискорюватись або сповільнюватись і нести на собі різну вагу, підіймальна сила, яка діє на профіль крила
змінюється із зміною обставин і кожна така зміна означає, що необхідно утримувати тиск на керувальних поверхнях для компенсації. Це може бути дуже затратним, якщо у нас немає способу врівноважити елементи керування, так що вони можуть утримувати свої нові позиції. Тримери (компенсатори) є пристроями, якими можливо відрегулювати засоби керування літаком.
Тримери дозволяють пілоту врівноважити підіймальну силу і опір, які утворюються крилами і керувальними поверхнями для широких меж навантаження і швидкостей руху відносно повітря. Це зменшує зусилля потрібне для змінення чи підтримки бажаного положення при польоті.